# Bächistock
Bächistock är en bergstopp i Schweiz.   Den ligger i kantonen Glarus, i den östra delen av landet, 120 km öster om huvudstaden Bern. Toppen på Bächistock är 2 914 meter över havet.
Terrängen runt Bächistock är huvudsakligen bergig, men åt sydväst är den kuperad. Närmaste större samhälle är Glarus, 8,0 km nordost om Bächistock. 
Trakten runt Bächistock består i huvudsak av gräsmarker. Runt Bächistock är det ganska glesbefolkat, med 34 invånare per kvadratkilometer.